# Janusz Jojko
Janusz Andrzej Jojko (ur. 20 kwietnia 1960 w Chorzowie) – polski piłkarz grający na pozycji bramkarza, były reprezentant Polski, trener i działacz piłkarski, radny Rady Powiatu w Ostrowcu Świętokrzyskim.
Jojko rozpoczynał karierę w Chorzowiance, następnie grał w Ruchu Chorzów (w barwach którego zaliczył ligowy debiut 4 czerwca 1980), GKS-ie Katowice, KSZO Ostrowiec Świętokrzyski, Stasiaku Opoczno i Polvacie Szwarszowice. W pierwszej lidze rozegrał 417 meczów.
Zapamiętany został też z powodu niefortunnego gola samobójczego w trakcie barażowego meczu z Lechią Gdańsk (1:2), który przyczynił się do spadku chorzowskiego Ruchu do II ligi w sezonie 1986/1987. Jojko chciał wyrzucić piłkę ręką, jednak uczynił to na tyle nieudolnie, że piłka wylądowała w siatce za jego plecami.
Bramka ta przyczyniła się do pierwszego w historii spadku Ruchu z I ligi. Do tego czasu Ruch był jedynym zespołem grającym we wszystkich sezonach I ligi.
Jest zdobywcą dwóch Pucharów Polski i Superpucharów Polski, co czyni go najbardziej utytułowanym zawodnikiem GKS-u Katowice.
Janusz Jojko zakończył piłkarską karierę po sezonie 2006/07, choć ostatni raz został zgłoszony do rozgrywek w sezonie 2008/09 w barwach KSZO.
W roku 2006 został wybrany radnym Rady Powiatu w Ostrowcu Świętokrzyskim z listy Lewicy i Demokratów.
W KSZO pełnił różne funkcje, był kierownikiem drużyny, kilkakrotnie asystentem trenera oraz pierwszym trenerem. 6 lutego 2008 został wybrany prezesem KSZO. Pełnił tę funkcję do 25 lutego. W dniach od 11 do 16 września 2008 był trenerem drużyny KSZO. W grudniu 2009 ponownie został prezesem KSZO.

## Reprezentacja Polski
Debiut w reprezentacji zaliczył 18 marca 1987 w meczu z Finlandią w Rybniku (3:1). Po raz drugi i ostatni zagrał w kadrze 17 maja 1994 w Katowicach z Austrią (3:4). Liczył wówczas 34 lata i 27 dni.
| l.p. | Data          | Miejsce  | Przeciwnik | Rezultat | Rozgrywki  | Grał   | Uwagi |
| ---- | ------------- | -------- | ---------- | -------- | ---------- | ------ | ----- |
| 1.   | 18 marca 1987 | Rybnik   | Finlandia  | 3-1      | towarzyski | od 79' |       |
| 2.   | 17 maja 1994  | Katowice | Austria    | 3-4      | towarzyski | do 45' |       |